# Fred Baker (dj)
Frédéric De Backer (Doornik, 18 september 1972), bekend als Fred Baker, is een Belgische trance-dj en producer

## Biografie
De Backer werd bekend toen hij in 1996 samen met Laurent David en TC Process het trance-anthem Y-Traxx - Mystery Land uitbracht, een nummer dat vooral in Ibiza werd gedraaid door Paul Oakenfold. Een jaar later liet hij van zich horen met Groovezone - Eisbaer. Dit werd een hit met meer dan 300 duizend verkochte singles.
Zodra zijn carrière als producer op gang kwam ging hij samenwerkingen aan met andere artiesten, zoals met Mr Sam, M.I.K.E. (onder het gezamenlijke alias Active Sight), Terry Bones en recenter Greg Nash, Nyram en Vincent Gorczak. Het Belgische Sensation White-anthem 2006 (Forever Friends) kwam van zijn hand.

## Aliassen
Bingo Bongo, Black Lips, Bounce Inc., Dance Box, DJ Ba-Back, Effect (The), Fred Baker, Frogman, Groovezone, Human Nation, Iguana, Piano's Party, Solo, Toxic 101, Urban Voodoo, X-Filter

## Met anderen
2 Zone, Active Sight, Air-69, As One, B Express, Be 2 Night Traxx, Binum, Black Celebration, Black Sun Project, Blue Planet, Blue Screen, Captain Shok, Channel Tribe, Cloud City, Dark Alliance, Digital Man, DJ Ba-Back vs. Greg Kalas, Ener, Explorer, Express, Freak Masters, Fred Baker vs. Greg Nash, Gangster Alliance, Global Trance Mission, Green Screen, Human Angels, Irridium, M.I.B., Madrid Inc., Out Of The Past, Paris Inc., Petibonum, Pulsar, Red Alliance, Red Karma, Red Planet, Red Screen, S.H.A.R.P., Sector 9, Skeudymen (The), Sky (The), Sonar, Spaceman, Trilogy, Water Planet, White Celebrations, Y-Traxx en Yellow Screen